# Emi Ikehata
Pour les articles homonymes, voir Ikehata.
Emi Ikehata (池端 えみ, Ikehata Emi), née le 28 mars 1978 à Tokyo, est une actrice japonaise.

## Filmographie

### Cinéma
- 2008: The Grudge 3 : Naoko

### Télévision
- 2000: Namida o fuite (série télévisée)
- 2003: Satoukibi batake no uta (téléfilm)